# 31e régiment de tirailleurs algériens
Le 31e Régiment de Tirailleurs Algériens est un régiment de tirailleurs de l'armée française.

## Création et différentes dénominations
- 1918: Création du  11e Régiment de Marche de Tirailleurs Algériens
- 1920: Renommé 31e Régiment de Tirailleurs Algériens
- 1929: Dissolution
- 1939: Recréation du 31e Régiment de Tirailleurs Algériens
- 1940: Dissolution

## Inscriptions portées sur le drapeau du régiment
Il porte, cousues en lettres d'or dans ses plis, les inscriptions suivantes :
- Soissonnais 1918
- La Serre  1918

## Devise
À ses griffes on reconnaît le Lion